# Sámi Grand Prix

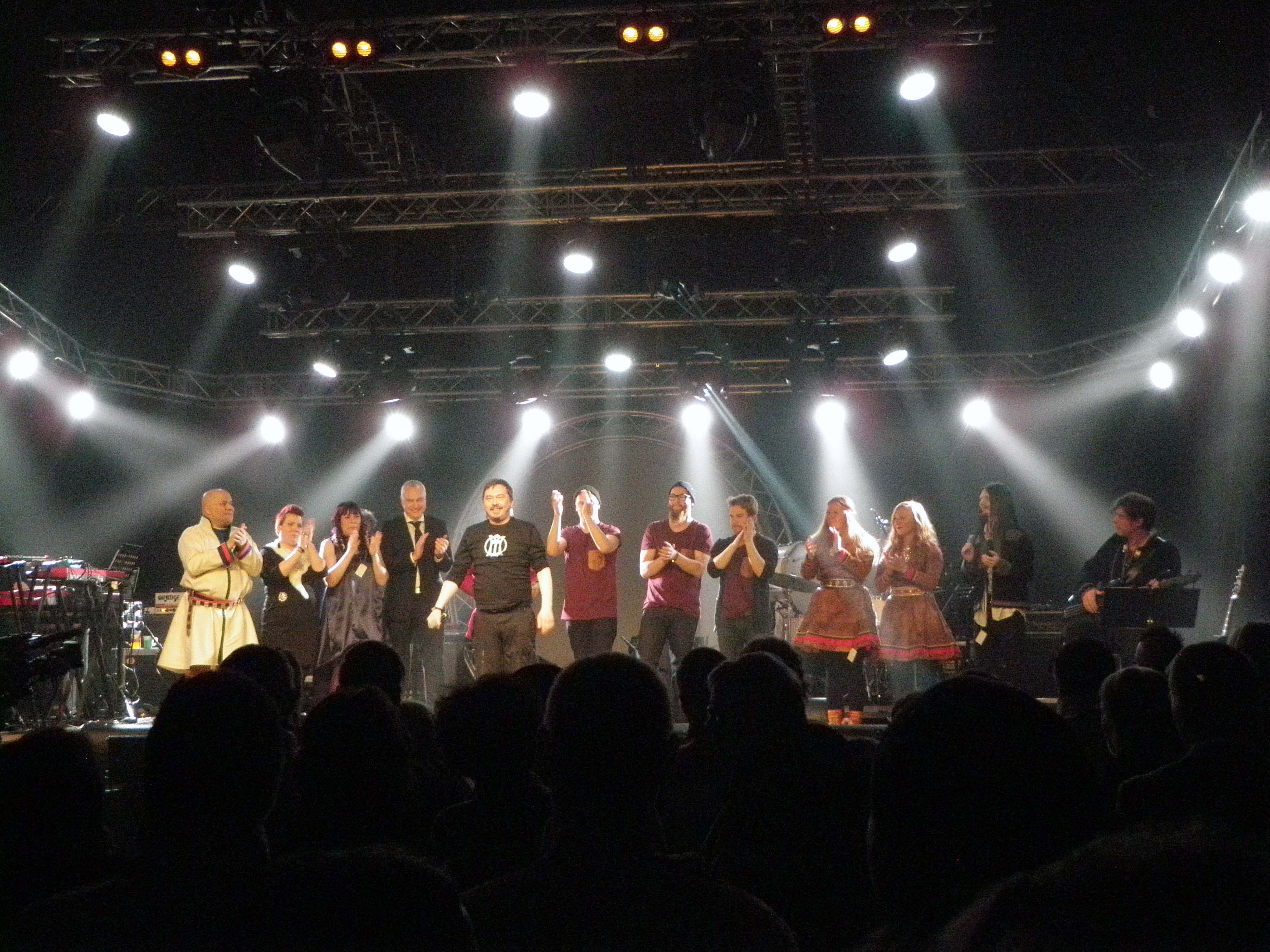
Teilnehmer am Sámi Grand Prix 2015

Der Sámi Grand Prix (SGP) ist ein samischer Musikwettbewerb, der seit 1990 ausgetragen wird. Er wird seitdem jährlich in Guovdageaidnu (norwegisch Kautokeino) in Verbindung zum dortigen Osterfestival veranstaltet. Die Teilnehmer stammen meist aus Norwegen, Schweden und Finnland, seltener aus Russland.

## Preisträger
Es wird jeweils ein Sieger in den beiden Kategorien „Joik“ und „Gesang“ bestimmt. Der Gewinner in der Gesangskategorie darf im darauffolgenden Jahr die samischen Sprachen beim internationalen Wettbewerb Liet International vertreten. Dabei handelt es sich um einen europäischen Gesangswettbewerb für Minderheitensprachen. Im Jahr 2017 wurde Liet International gemeinsam mit dem Sámi Grand Prix auf dem Osterfestival in Guovdageaidnu abgehalten. Der Wettbewerb im Jahr 2020 wurde wegen der COVID-19-Pandemie abgesagt.
| Jahr | Gewinner Joik                                   | Gewinner Gesang                            |
| ---- | ----------------------------------------------- | ------------------------------------------ |
| 1990 | Johan Anders Eira                               | Sáve                                       |
| 1991 | Anders Nils J. Eira                             | Marit Elisabeth Hætta Øverli               |
| 1992 | Anders Nils J. Eira                             | Audhild Valkeinen                          |
| 1993 | Marit Gaup Eira                                 | Ann-Mari Andersen                          |
| 1994 | Anders Aslak N. Eira                            | Inger Marie Gaino Nilut und Niko Valkeapää |
| 1995 | Anders Aslak N. Eira                            | Niko Valkeapää                             |
| 1996 | Anders P. Bongo                                 | Nils Henrik Buljo                          |
| 1997 | Marit Gaup Eira                                 | Anne Inger und Marit Elisabeth Eira        |
| 1998 | Nils Jørgen Utsi                                | Anja Vesterheim                            |
| 1999 | Berit Anne Oskal Kemi                           | Anja Vesterheim                            |
| 2000 | Lars Ante Kuhmunen                              | Marit Susanne Utsi                         |
| 2001 | Anfissa Agejewa                                 | Sofia und Anna                             |
| 2002 | Ellen Oskal                                     | Elwira Galkina                             |
| 2003 | Marit Gaup Eira                                 | Sofia Jannok                               |
| 2004 | John Mathis Utsi                                | Johan Kitti                                |
| 2005 | Anne Berit Peltoperä und Solveig Skum Solbakken | Poppoo                                     |
| 2006 | Anne-Reetta Niemelä                             | Johan Kitti und Ellen Sara Bæhr            |
| 2007 | Anne Berit Peltoperä                            | Ola Stinnerbom                             |
| 2008 | Ánte Niillas N. Bongo                           | Elin Kåven                                 |
| 2009 | Inga Biret Márjá Triumf und Ann Caroline Eira   | SomBy                                      |
| 2010 | John Mathis A. Utsi                             | Pia-Maria Holmgren                         |
| 2011 | Jan Ole Hermansen                               | rOlfFa                                     |
| 2012 | Marit Kristine H Sara                           | Inger Karoline Gaup                        |
| 2013 | Per Bueng                                       | Melina Kuhmunen                            |
| 2014 | Jörgen Stenberg                                 | Heli Aikio/ Aila duo                       |
| 2015 | Johan Anders Bær                                | Nils Henrik Buljo                          |
| 2016 | Johan Ivvár Gaup                                | Ella Marie Hætta Isaksen                   |
| 2017 | John-André Eira                                 | Inger Marie Geino Nilut                    |
| 2018 | Hans Ole Eira                                   | Inger Karoline Gaup                        |
| 2019 | Kim Hallgeir Berg                               | Saara Hermansson                           |
| 2021 | Máhtte Ánte J. Sara                             | Lávre Johan Eira und Hilda Länsman         |
| 2022 | Jörgen Stenberg                                 | Ingá-Máret Gaup-Juuso                      |
| 2023 | Saara Hermansson                                | Mihka Helander und Andreas Gundersen       |
| 2024 | Nils-Ove Kuorak                                 | ByCecilia                                  |
| 2025 | Oscaal                                          | Piera Eira und Máijá                       |